# Engelbert Niebler
Engelbert Niebler (* 13. August 1921 in Lauterhofen (Oberpfalz); † 29. Juni 2006 in München) war ein deutscher Jurist. Er war von 1975 bis 1987 Richter des Bundesverfassungsgerichts.

## Leben
Engelbert Niebler studierte nach der Teilnahme am Zweiten Weltkrieg in Erlangen und Würzburg Rechtswissenschaft. Nach Ablegung der juristischen Staatsprüfungen und Promotion trat er 1950 in den bayerischen Justiz- und Verwaltungsdienst ein und war als Richter und Verwaltungsbeamter, zuletzt als Abteilungsleiter im Justizministerium und Leiter des Landesjustizprüfungsamtes des Freistaates Bayern tätig.
Dem Bundesverfassungsgericht gehörte er vom 7. November 1975 bis zum 16. November 1987 als
Mitglied des Zweiten Senats an.
Seit 1975 war Dr. Niebler zudem in der juristischen Ausbildung an der Forstwissenschaftlichen Fakultät der Universität München tätig, zunächst als Lehrbeauftragter, dann seit 1978 als Honorarprofessor. Als solcher lehrte er Bürgerliches Recht.
Für seine vielfältigen Verdienste ist Niebler mehrfach geehrt worden. 1977 wurde ihm die Ehrendoktorwürde der juristischen Fakultät der Universität Augsburg verliehen. Er war Träger des Bayerischen Verdienstordens und des Großen Bundesverdienstkreuzes mit Stern und Schulterband sowie des Großen Silbernen Ehrenzeichens mit dem Stern für Verdienste um die Republik Österreich. Zudem erhielt er die Bayerische Verfassungsmedaille. 1987 verlieh ihm Papst Johannes Paul II. das Großkreuz des Silvesterordens. Niebler war seit seinem Studium Mitglied der katholischen Studentenverbindungen KStV Rhenania zu Erlangen und der KSStV Alemannia München im KV.
Niebler lebte bis zu seinem Tod in München.